# 陈子云
陈子云（1975年1月—），女，汉族，台湾台南人，中华人民共和国政治人物。现任台盟中央组织部副部长，台盟北京市委副主委。第十四届全国政协委员。